# René Llech-Walter
 (juillet 2021).
Pour les articles homonymes, voir Llech et Walter.
Renat Llech-Walter, né dans le quartier Saint Jacques à Perpignan le 30 mars 1906 et mort le 1er février 2007, fut un militant, écrivain et musicien nord-catalan.

## Biographie
En 1921, il fonda le club El Cenacle avec son frère Joan. En 1946 il a créé l'ensemble choral Les Gais Troubadours Catalans, et a été le premier à produire un programme hebdomadaire en catalan à l'antenne de Radio Perpignan dans les années 1960. C'est un pionnier de l'enseignement du catalan pour adultes en Catalogne Nord.
Il fut président de l'Union Française pour l'Espéranto (1957-1967). Membre de l' Estudiantina de Perpinyà, qui devint plus tard  la Compagnie des Gais Troubadours, qu'il anima. Il fut aussi président de l'Association Polytechnique et du GREC de 1960 à 1967, qui s'est alors scindée pour fonder l'Institut Roussillonnais d'Études Catalanes avec Elisabet Oliveres. Il fut un des piliers des Jeux Floraux du Genêt d'Or, Majoral du Felibritge (1983-2007) et président d'honneur de la Société Agricole. Le 28 mars 1982 il  reçut la distinction de Commandant de l' Ordre des Palmes Académiques de la part du Ministère d'Éducation français.
Il fut membre de la commission permanente du Congrés de Cultura Catalana pour représenter la Catalogne du Nord, en 1994. La mairie de Perpignan lui a décerné le prix Joan Blanca et en 2002 il reçut la Creu de Sant Jordi. À l'hommage rendu lors de sa disparition ont assisté, en dehors de la famille, l'adjoint au maire de Perpignan, Jaume Roure, le compositeur-interprète Jordi Barre et l'écrivain Jordi Carbonell.

## Œuvres
- Regards sur la littérature catalane
- Cours d'initiation à la langue catalane (1967)
- Initiation à la littérature catalane (1977)